# İsmail Beşikçi

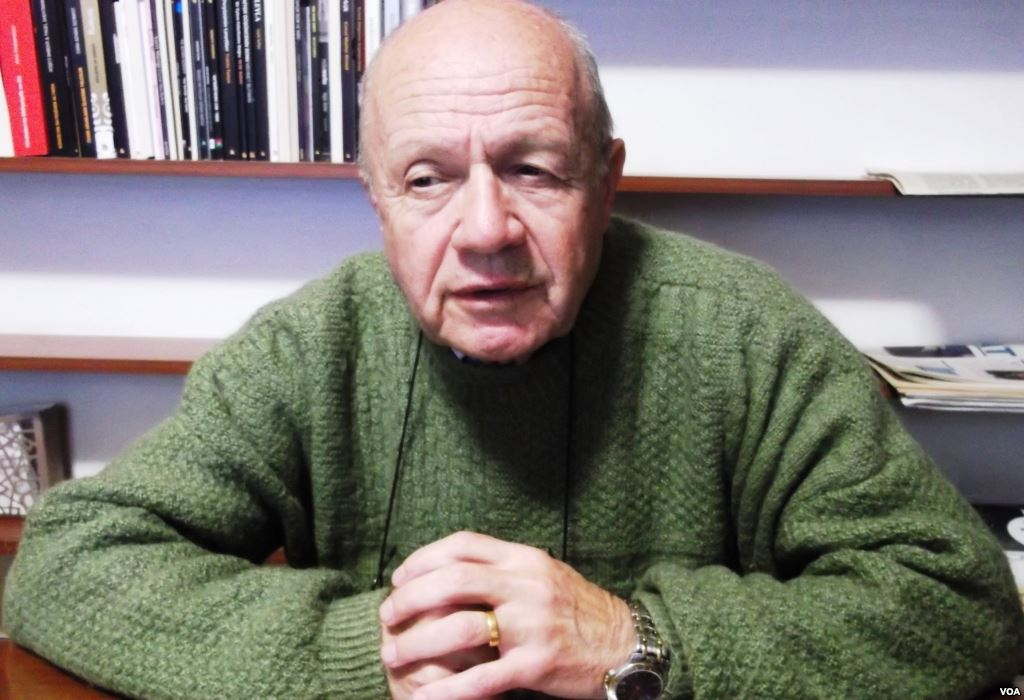
İsmail Beşikçi 2014

İsmail Beşikçi (* 1939 in İskilip, Çorum) ist ein türkischer Soziologe und Schriftsteller.

## Leben und Werk
Er stammt aus einer konservativen und nationalistischen Familie aus İskilip. In İskilip besuchte Beşikçi die Grundschule und ging dann nach Çorum, um dort das Gymnasium zu absolvieren. 1962 schloss er sein Politologiestudium in Ankara ab. Von 1965 bis 1971 arbeitete er an der Atatürk-Universität in Erzurum als Assistent. Allerdings wurde Beşikçi von Orhan Türkdoğan, einem Soziologiedozenten aus derselben Fakultät, wegen marxistischer und regionaler, sprich kurdischer Propaganda bei den Behörden „angeschwärzt“. So wurde Beşikçi nach dem Militärputsch vom 12. März 1971 angeklagt und zu Gefängnisstrafe verurteilt. Beşikçi, der jetzt den Doktortitel trug, wurde auch von der Universität verwiesen und saß bis zu seiner Amnestie 1974 im Gefängnis.
Nach seiner Freilassung befasste sich Beşikçi mehr mit den Kurden und ihrer Gesellschaft und politischen Lage. Weil er sich mit der Kurdenproblematik beschäftigte, wurde Beşikçi achtmal verhaftet und verbüßte insgesamt 17 Jahre im Gefängnis. Er war der erste Mensch der wegen „Gründung einer geheimen Ein-Mann-Organisation“ verurteilt wurde. Beşikçi saß von 1979 bis 1987 im Gefängnis. Wegen anderer Urteile saß er bis 1999 und kam wegen einer Generalamnestie frei. Bis zu diesem Zeitpunkt wurde er zu insgesamt 100 Jahren Gefängnis und 10 Milliarden Lira verurteilt. 32 seiner 36 Bücher sind in der Türkei verboten gewesen.
Beşikçi machte schon zu seiner Zeit an der Universität mit seinen Schriften auf sich aufmerksam. Seine Doktorarbeit handelte über den kurdischen Aşiret der Alikan und trug den Titel „Alikan Aşireti Üzerine Sosyolojik Bir İnceleme“ (Eine soziologische Untersuchung über das Aşiret der Alikan).
Mit seinen weiteren Werken über die Kurden beeinflusste er die kurdische Bewegung sehr stark, so dass er unter den Kurden ein großes Ansehen hatte.
Am 29. Juli 2010 hatte er sich wegen eines veröffentlichten Aufsatzes vor der 11. Strafkammer in Istanbul u. a. wegen Propaganda für die Arbeiterpartei Kurdistans (PKK) zu verantworten. Türkische und kurdische Intellektuelle setzen sich unter dem Motto „Die Ehre der Wissenschaft steht nicht allein“ für seine Freiheit ein.

## Bücher

### In türkischer Sprache
- Doğu Mitinglerinin Analizi, 1967
- Doğu Anadolu da Göçebe kürt Aşiretlerinde Toplumsal Değişime, 1968
- Doğuda Değişim ve Yapısal Sorunlar, 1969
- Doğu Anadolu nun Düzeni, Sosyo-Ekonomik ve Etnik Temeller, 1969 çapa 2.
- Bilim Yöntemi, 1977
- Bilim Yöntemi, Türkiye'deki Uygulama 1 Kürtlerin Mecburi İskanı, 1977
- Bilim Yöntemi, Türkiye'deki Uygulama 2 Türk Tarih Tezi, Güneş Dil Teorisi ve Kürt Sorunu, 1978
- Bilim Yöntemi, Türkiye'deki Uygulama 3 Cumhuriyet Halk Fırkasının Tüzüğü ve Kürt Sorunu, 1978
- Cumhuriyet Halk Fırkası'nın Programı (1931) ve Kürt Sorunu
- Devletlerarası Sömürge Kürdistan (Internationale Kolonie Kurdistan), 1990
- Bilim, Resmi Ideoloji, Devlet, Demokrasi ve Kürt Sorunu (Wissenschaft, Offizielle Ideologie, Staat, Demokratie und das kurdische Problem), 1990
- Bir Aydın, Bir Örgüt ve Kürt Sorunu, 1990
- Tunceli Kanunu ve Dersîm Jenosidi (Das Tunceli-Gesetz und der Dersim-Genozid), 1990
- Savunmalar, 1991
- Hayali Kürdistanın Dirilişi
- Bilincin Yükselişi (Der Aufstieg des Wissens)

### In deutscher Sprache
- Dokumente und Analysen zur Lage der Kurden in der Türkei -I-, Verlag Ronahî 1975 (ohne ISBN)
- Die türkische Geschichtsthese und die Kurdenfrage, Komal Verlag 1990 (ohne ISBN)
- Kurdistan – Internationale Kolonie, Neuer Isp Verlag 1991, ISBN 3-88332-188-5
- Wir wollen frei und Kurden sein – Brief an die UNESCO, Neuer Isp-Verlag 2002, ISBN 3-88332-121-4